# Drakos-Selinitsa-System
Das Drakos-Selinitsa-System (griechisch σύστημα Δράκου – Σελινίτσας) südlich des Ortes Agios Dimitrios der Gemeinde Dytiki Mani auf der griechischen Halbinsel Peloponnes erstreckt sich entlang eines unterirdischen Flussbettes über mehr als einen Kilometer vom Meer ins Landesinnere. Die Höhle ist lokal auch als Katafygi-Höhle (griechisch Σπήλαιο Καταφύγη, Zufluchtshöhle) bekannt.
Fundstätten von menschlichen Knochen und schwarzer Tonware bezeugen die frühere Bedeutung der Höhle als Kultstätte oder Schutzort.
Das System hat mehrere Verzweigungen in drei Etagen. Die obere und der Hauptgang der mittleren mit Ausnahme des hintersten Teils sind inaktiv vados (trocken; die Höhlenbildung abgeschlossen), der hinterste Teil ist zumindest noch gelegentlich aktiv vados (von Wasser durchflossen, die Höhlenbildung ist nicht abgeschlossen). Die untere Etage sowie die Drakos-Quelle sind phreatisch (gänzlich von Wasser ausgefüllt). Die Temperatur in der Höhle entspricht mit etwa 18 °C der Jahresmitteltemperatur; die Luftfeuchtigkeit beträgt etwa 80 %.
Mit einer vermessenen Gesamtlänge von vier Kilometern ist das Drakos-Selinitsa-System die viertlängste Höhle Griechenlands (Stand 2005).

## Name
Im Griechischen bedeutet das Wort καταφυγή (katafygi) „Rückzugsgebiet, Zufluchtsort“. Die offizielle Bezeichnung der griechischen speläologischen Gesellschaft ist Drakos-Selinitsa-System (σύστημα Δράκου – Σελινίτσας) nach der weiter südlich gelegenen Drakos-Quelle (griechisch Δράκος, Drachen), sowie der alten slawischen Bezeichnung Selinitsa für Agios Nikolaos.

Lage im Regionalbezirk Messenien

## Lage
Der Höhleneingang befindet sich an einem Felsenstrand etwa 500 m südlich von Agios Dimitrios (3,5 km südlich von Agios Nikolaos).
Die untere Etage steht über die 470 m (169.5°) entfernt gelegene Drakos-Quelle mit dem Messenischen Golf (Messiniakos Kolpos) in Verbindung.
Der Hauptgang der mittleren Etage verläuft in etwa südöstlicher Richtung parallel zu einer 900 Meter nordöstlich von Platsa verlaufenden Störung und endet in einem lehmgefüllten Siphon. Die obere Etage verläuft nahezu parallel zur Küste, die Drakos-Höhle von der Mündung in nordöstlicher Richtung.

## Klassifikation
- Großhöhle (Ganglänge ≤5000 m)
- Sekundärhöhle (Entstehung zeitlich nach dem umgebenden Gestein)
- Karsthöhle (umgebender Kalkstein)
- Horizontalhöhle (räumliche Anlage)
- Tropfsteinhöhle, Aktive Wasserhöhle (Höhleninhalt)
- Höhlensystem (zusammenhängendes, verzweigtes Netz von Hohlräumen)

## Geologie

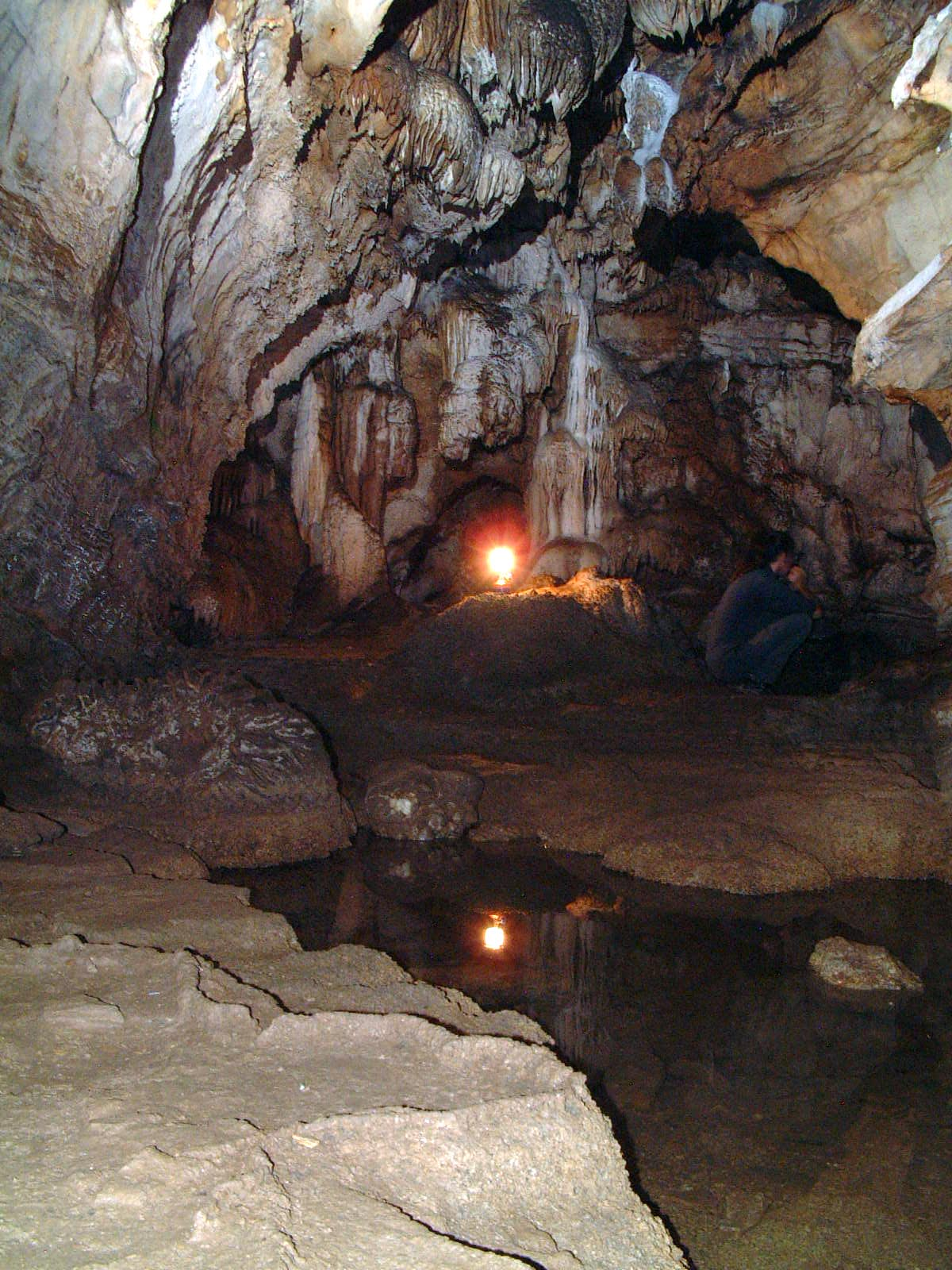
100 m vom Eingang

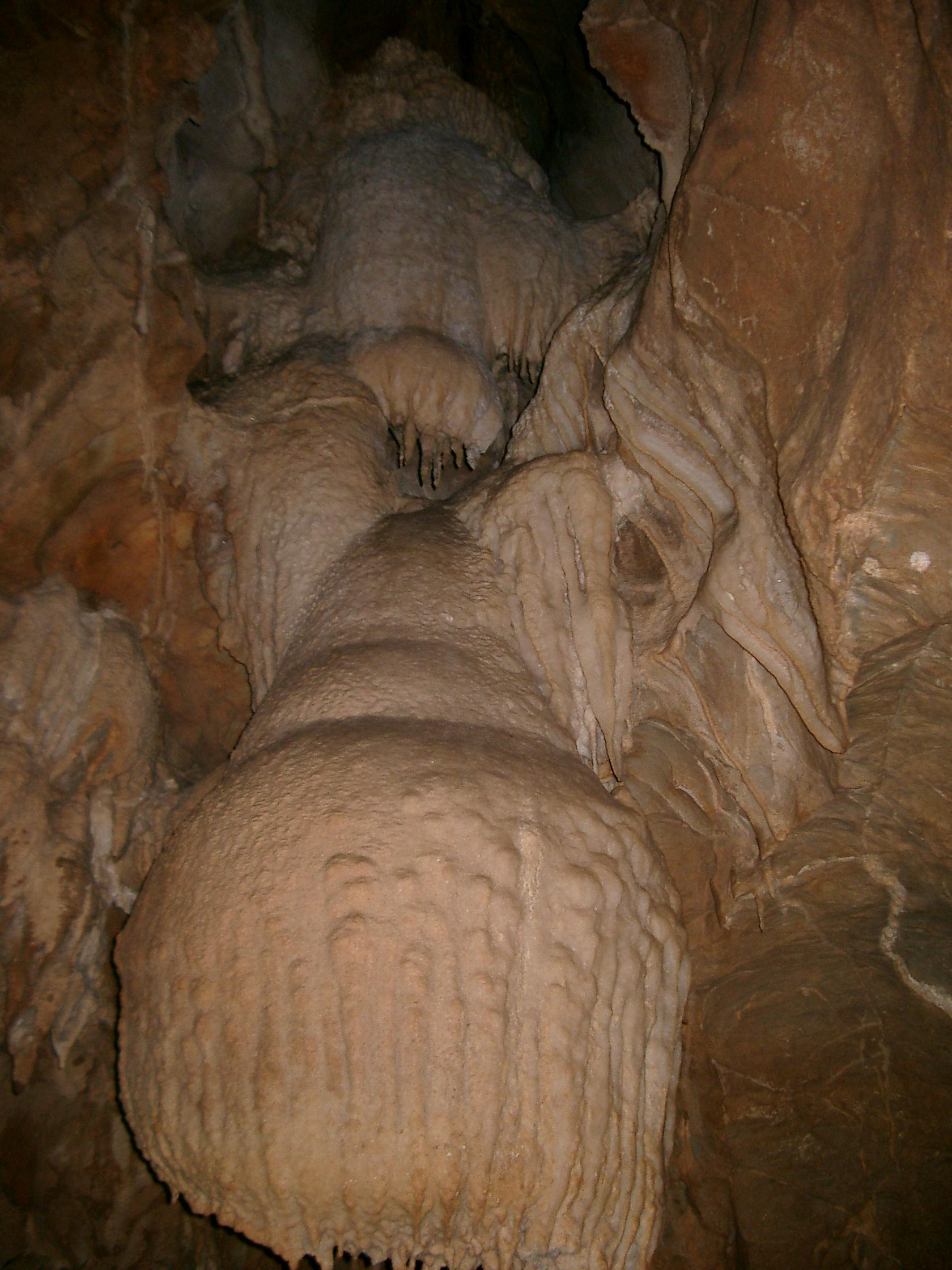
In der Katafygi-Höhle

Die Höhle befindet sich in Plattenkalk aus dem Eozän in einer gegenüber der Horizontalen um 10° gekippten Bankung.
Der Eingangsbereich ist von Brekzie überdacht; in den massiven Kalkstein ist häufig Hornstein eingelagert. In den obersten Bereichen der Versturzhalle – mit 170 m × 80 m einer der größten Griechenlands – finden sich Schichten kristallinen Schiefergesteins.
Die Speläotheme (sekundäre Mineralablagerungen, Sinter) bestehen aus Calcit, sowie – sehr selten – aus Aragonit. Excentriques auf Tropfsteinen in den phreatischen Teilen belegen die vadose Entstehung (Eiszeit).

## Befahrungsgeschichte

Schematischer Plan

Die erste Erkundung erfolgte 1928 (Sarri und Georgalas: Ganglänge etwa ein Kilometer). Schon in der ersten Beschreibung wurde auf eine mögliche Verbindung mit der Drakos-Quelle hingewiesen. Die erste Kartierung erfolgte 1953 durch den schwedischen Biospeläologen Knut Lindberg und den Begründer der griechischen Speläologie Ioannis Petrocheilos; die dokumentierte Ganglänge betrug damals 1250 m. In weiteren Befahrungen unter der Leitung von Ioannis Ioannis gelang es, die Ganglänge auf 1900 m auszudehnen. Die vollständige Kartierung der Katafygi Selinitsa erfolgte Ende der 1970er durch Mitglieder der griechischen speläologischen Gesellschaft mit einer Länge von etwa 2000 m.
Nach ersten Erkundungen 1980–1985 durch deutsche, tschechische und besonders britische Höhlentaucher (Katafygi Selinitsa 850 m, Drakos 650 m) wurden die beiden Höhlen im November 2004 nach fünfjähriger Vorarbeit durch griechische Höhlentaucher verbunden. Die Anforderungen waren dabei beträchtlich: Aquazepps, Trimix-Tauchgänge bei maximalen Tiefen von 56 m und Tauchzeiten von über drei Stunden. Die Länge des Siphons Selinitsa–Drakos beträgt etwa 850 m; die Verbindung der beiden Höhlen befindet sich etwa einen Kilometer vom Eingang der Katafygi Selinitsa.

## Gefahren
Die Katafygi Selinitsa ist keine Schauhöhle, sondern eine sogenannte wilde Höhle, deren Befahrung nicht ungefährlich ist.
- Die Höhle niemals allein befahren.
- Hinterlassen einer Nachricht über die geplante Rückkunftszeit.
- Verwendung von mindestens zwei voneinander unabhängigen Lichtquellen pro Person.
- Anpassung der Ausrüstung an den Schwierigkeitsgrad und die Besonderheiten der Höhle.

Die hinteren Abschnitte des Hauptganges (nach der „Sandburg“ etwa 300 Meter vom Eingang), sowie die obere Etage sind erfahrenen Speläologen vorbehalten.
Die wassergefüllten Abschnitte sind nur nach ausreichender Höhlentauchzertifikation und Genehmigung durch die griechischen Behörden zu befahren.